# مارمولک‌ماهی کمرنگ ژرفا
مارمولک‌ماهی کمرنگ ژرفا (نام علمی: Bathysauroides gigas) نام یک گونه از راسته لوله‌سانان است.